# Seedorf (Uri)
Seedorf es una comuna suiza del cantón de Uri, situada en el centro del cantón, en la ribera inferior izquierda del lago de los Cuatro Cantones. Limita al oeste y noroeste con la comuna de Isenthal, al este con Flüelen y Altdorf, y al sur con Attinghausen.